# رينيه سيمون
رينيه سيمون (بالفرنسية: René Simon)‏ (و. 1898 – 1971 م) هو ممثل، وممثل أفلام، من فرنسا، توفي في باريس، عن عمر يناهز 73 عاماً.

## التعليم
تعلم في المعهد الوطني العالي للفنون الدرامية ‏.

## جوائز
حصل على جوائز منها:
- وسام جوقة الشرف.[4]

## وصلات خارجية
- رينيه سيمون على موقع IMDb (الإنجليزية)
- رينيه سيمون على موقع ألو سيني (الفرنسية)
- رينيه سيمون على موقع كينوبويسك (الروسية)